# Horváth Zsigmond (főispán)
Szentgyörgyi Horváth Zsigmond (Szeleste, 1735. július 14. – Répceszentgyörgy, 1808. november 16.) országgyűlési követ, táblabíró, Békés vármegye főispánja.

## Élete
A régi Vas vármegyei nemes szentgyörgyi Horváth családba született Horváth Ferenc alispán és Daróczy Franciska fiaként. A vasi rendek ajánlására 1760-ban bekerült a magyar királyi testőrségbe. Tagja volt az 1764-ben a pozsonyi országgyűlésre kirendelt testőrkülönítménynek, majd az országgyűlés berekesztésekor Hágába vezényelték helyettes tartományi biztosnak. E rangban vált meg a testőrségtől 1766-ban. 1790-ben, 1792-ben és 1796-ban is Sopron országgyűlési követe volt.
Mivel a család birtokai több vármegyében elszórtan feküdtek Horváth azon fáradozott, hogy minden érintett megye gyűléseit rendszeresen felkeresse. Ezek a vármegyék többnyire táblabírájukká is megválasztották Horváthot, például Békés vármegye főispánja, Lovász Zsigmond 1799-ben nevezte ki tisztébe. Horváth édesanyja után örökölt birtokokat Békésben, így került kapcsolatba e vármegyével. 1801-ben, amikor Lovászt Temesbe helyezte át I. Ferenc, Horváth lett az új vármegyei előljáró. 1804-ben titkos tanácsossá nevezték ki. Ugyan korábban sem Horváthnak, sem családjának nem volt kötődése Békéshez, a vármegyeházán kialakított főispáni lakásba Horváth költözött be elsőként. Folytatta elődje jótékonykodó magatartását, 1804-ben előbb 200 forintot utalt a hadsereg Békésben állomásozó egységeinek élelmezésére, majd újabb 200 forintot gyakorlatozásra. Vármegyéje iránti gondoskodása miatt 1808-ban arra kérték, hogy ajándékozzon a vármegyének egy arcképet, amit aztán a vármegyeháza nagytermében szándékoztak elhelyezni. Mivel Horváth főispánsága hetedik évében sajnálatosan meghalt, e kérést örökösei 1820-ban teljesítették.

### Családja
Horváth kétszer nősült. Első felesége románfalvi Fejérváry Anna Mária volt, akitől egyetlen gyermek ismert:
- Zsigmond Ignác (1770–1824) a Hugonnai család megalapítója, császári és királyi kamarás; 1. neje: gróf sárladányi Schmiedegg Mária (1773–1805); 2. neje: csáfordi Csillagh Jozefa (1788–?)

Fia születése után hamarosan újra megnősült, ekkor saárdi Somssich Annát (1745–1790) vette el, akitől további 9 gyermeke született:
- Júlia Franciska (1772–?)
- Antal (1773–1812) ezredes; neje: mezőszegedi Szegedy Konstancia (1777–1807)
- Pál Antal (1775–?)
- János Fülöp (1777–1841) kerületi táblai elnök; neje: borsodi és katymári Latinovits Anna (1783–1862)
- József (1780–1850) a magyar királyi testőrség századosa; 1. neje: Abonyi Borbála; 2. neje: gróf trakostyáni Draskovich Rozália (1801–1832)
- Anna Katalin (1781–?)
- Anna Borbála (1783–?)
- Mária (1785–1805); férje: gróf zsadányi és törökszentmiklósi Almásy Illés (1779–1838)
- Kristóf (1787–1811) lovaskapitány, táblabíró